# TA37 (水雷艇)
TA37は第二次世界大戦時ドイツ海軍の水雷艇。トリエステで建造中であったイタリアのアリエテ級水雷艇「グラディオ (Gladio)」をイタリアの降伏により1943年9月にドイツが捕獲したものである。
トリエステのC.R.D.A.で建造。1943年1月9日起工。1943年6月15日進水。1944年1月8日就役。「TA37」の魚雷発射管は連装1基と3連装1基であった。
1944年2月12日から8月13日までの間に「TA37」は8度の護衛任務と9度の機雷敷設任務に従事した。
1944年2月12日、「TA37」は水雷艇「TA38」とともに機雷敷設作戦で護衛を務めた。
2月、船舶をアドリア海からエーゲ海へ送るFrechdachs作戦が実施となり、「TA37」は船団の護衛を務めることとなった。船団を構成する艦船は2月29日にプーラより出航した。船団は貨物船「Kapitän Diederichsen」と水雷艇「TA36」、「TA37」、駆潜艇「UJ201」（元ガッビアーノ級コルベット「Egeria」）、「UJ205」（同「Colubrina」）、掃海艇「R188」、「R190」、「R191」からなっていた。同日夜、イスト島西方でフランス駆逐艦「ル・テリブル」、「ル・マラン」の攻撃を受け、「Kapitän Diederichsen」は被弾炎上して翌日沈没。「TA37」も「ル・マラン」からの攻撃で大きな損害を受けた。また、「UJ210」も撃沈された。機関室への被弾で「TA37」は速度が10ノットに低下。その後航行不能となり、曳船「Marittimo」によってプーラへと曳航された。
7月8-11日、機雷敷設作戦で「Kiebitz」を他の水雷艇などと共に護衛。7月12-15日の「TA37」と「Kiebitz」、「TA38」による機雷敷設作戦では7月13日に「Kiebitz」が自身の機雷に触れ損傷した。この作戦は「TA37」と「TA38」、「TA39」によって7月23-24日に再び実施された。その後もこの3隻は24-25日、26-27日、27-28日に機雷敷設作戦に従事した。8月3日、イタリア沿岸への機雷敷設作戦で「Fasana」を護衛。8月12日と12-13日には「Kiebitz」などによる機雷敷設作戦を掩護した。
9月、「TA37」と「TA38」、「TA39」の3隻は増援としてアドリア海からエーゲ海へ送られることになり、9月20日に3隻はトリエステを出港した（Odysseus作戦）。途中で「TA37」は舵などの不具合発生により遅れ、単独航行中に空襲を受けたが無傷で切り抜けた。9月22日、3隻はオトラント海峡を通過中にイギリス駆逐艦「ベルヴォア」および「ウェッドン」と遭遇し攻撃を受けたが、逃走に成功し損害は受けなかった。9月24日、ギリシャのピレエウスに到着。3隻は第9水雷群に編入された。
9月28日、「TA37」と「TA18」、「TA38」、「TA39」は海軍の人員を乗せた「Zeus」、「Lola」とともにピレエウスを出港。翌日船団はサロニカに着いた。
10月7日、1125名の避難者を乗せた機雷敷設艦「Zeus」と護衛の「TA37」、駆潜艇「UJ2102」およびHarbor Patrol Boat「GK62」（または「GK32」）はカサンドラ・ハク南西でイギリスの駆逐艦「ターマガント」と「タスカン」に攻撃された。護衛は3隻とも撃沈されたがZeusは逃走に成功した。「TA37」では103名、もしくは98名が死亡した。「TA37」の沈没地点は北緯40度36分、東経22度46分である。